# César García
César Garcia Calvo (Ponferrada, 24 december 1974) is een Spaans wielrenner.

## Overwinningen
1999
- 1e etappe Volta às Terras de Santa Maria Feira
- Eindklassement Volta às Terras de Santa Maria Feira

2000
- Circuito de Getxo

2001
- 2e etappe Vuelta Ciclista al País Vasco
- Memorial Manuel Galera

## Resultaten in voornaamste wedstrijden
| \| Jaar \| Ronde van Italië \| Ronde van Frankrijk \| Ronde van Spanje \| \| 1999 \| \| \| opgave \| \| 2000 \| \| \| opgave \| \| 2001 \| \| \| 87e \| \| 2002 \| \| \| \| \| 2003 \| \| \| 111e \|(*) tussen haakjes aantal individuele etappe-overwinningen |                  |                     |                  |
| Jaar | Ronde van Italië | Ronde van Frankrijk | Ronde van Spanje |
| 1999 |                  |                     | opgave           |
| 2000 |                  |                     | opgave           |
| 2001 |                  |                     | 87e              |
| 2002 |                  |                     |                  |
| 2003 |                  |                     | 111e             |